# Déporté résistant
Le terme de déporté résistant se rapporte aux résistants à l'occupation durant la Seconde Guerre mondiale qui, en raison de leurs actes, ont été déportés ou emprisonnés hors du territoire français ou dans des territoires français mais exclusivement administrés par l'ennemi.

## Histoire
Le nombre de Français déportés pour faits de résistance reste débattu, tout comme le nombre total de déportés non juifs. En 1960, les délégations françaises et allemandes qui se penchent sur les réparations de la Seconde Guerre mondiale donnent les chiffres suivants :
- 83 000 déportés selon la délégation française,
- 95 000 déportés selon la délégation allemande, dont 30 % pour faits de résistance.

Les travaux de l’Institut d'histoire du temps présent et du ministère des Anciens combattants retiennent un chiffre de 66 000 déportés non raciaux, dont 42 000 pour faits de résistance. Seuls 23 000 d'entre eux auraient survécu à l'internement ou à la déportation.

## Définition officielle
En 1948, le gouvernement français crée le statut définitif des déportés et internés résistants par la loi no 48-1251 du 6 août 1948.  Le dispositif  est complété par l’article 19 de la loi n°86-76 du 17 janvier 1986. L’article 272 du code des pensions militaires d'invalidité et des victimes de la guerre fixe ensuite les conditions dans lesquelles est attribué le titre de déporté résistant. Elles sont, depuis le 1er janvier 2017, fixées par les articles L.342-1, L.342-4 et L.342-5 du code des pensions militaires d'invalidité et des victimes de guerre, notamment l'article L.342-1 qui établit :

« Le titre de déporté résistant est attribué à toute personne qui, pour acte qualifié de résistance à l'ennemi, a été ;
1° Ou bien transférée par l'ennemi hors du territoire national, puis incarcérée ou internée dans une prison ou un camp de concentration ; 
2° Ou bien incarcérée ou internée par l'ennemi dans les camps et prisons du Bas-Rhin, du Haut-Rhin et de la Moselle ;
3° Ou bien incarcérée ou internée par l'ennemi dans tout autre territoire exclusivement administré par lui, notamment en Indochine, et sous réserve que ladite incarcération ou ledit internement réponde aux conditions qui sont fixées par décret en Conseil d'État ;
4° Ou bien emmenée par l'ennemi dans un convoi de déportés, vers une prison ou un camp de concentration mentionnés aux 1°, 2° et 3° du présent article, puis, au cours de ce trajet, est décédée ou s'est évadée. »

L'article L.342-4 vise le cas des prisonniers de guerre ainsi que des travailleurs partis en Allemagne au titre du Service du travail obligatoire ou volontairement dans le cadre de la Relève qui ont ensuite été déportés pour acte qualifié de résistance. Ces situations nécessitent une enquête, notamment lorsque le travailleur était parti volontairement en Allemagne. 
L'article L.342-5 concerne les malgré-nous originaires de l'Alsace-Moselle, déportés pour avoir été déclarés insoumis ou déserteurs.

## Mémoire
En novembre 2005, le Centre européen du résistant déporté s'ouvre sur le site de l'ancien camp de concentration de Natzwiller-Struthof, en Alsace, célébrant le soixantième anniversaire de la libération du camp.

## Médaille
- Médaille de la déportation pour faits de Résistance